# Ernst Reinhold Gerhard von Glasenapp
Ernst Reinhold Gerhard von Glasenapp (* 30. September 1861 in Buchwald, Kreis Neustettin; † 4. Juli 1928 in Potsdam) war Landesdirektor von Waldeck-Pyrmont, zuletzt Polizeipräsident von Köln und Warschau.

## Familie
Seine Eltern waren Reinhold von Glasenapp, Gutsbesitzer und preußischer Politiker, sowie Mitglied des Preußischen Herrenhauses, und Ida Maria Freiin Senfft von Pilsach, geb. am 28. Januar 1826, Tochter von Ernst Freiherr Senfft von Pilsach, des Regierungspräsidenten von Stettin und Oberpräsidenten der Provinz Pommern. Ernst Reinhold Gerhard von Glasenapp heiratete am 18. April 1894 Mathilde Sophie Emilie von Goßler, geb. 18. Mai 1872 in Darkehmen (Ostpreußen). Sein Schwiegervater war der preußische Staatsminister und Oberpräsident der Provinz Westpreußen Gustav von Goßler.

## Leben
Ernst Reinhold Gerhard von Glasenapp ging auf das Gymnasium in Halle und machte sein Abitur an der Landesschule Pforta. An den Universitäten Leipzig und Berlin studierte von Glasenapp Rechts- und Staatswissenschaften und wurde 1884 zum Rechtsreferendar ernannt. Sein Referendariat absolvierte er in Prenzlau und Berlin. Anschließend kam er als Regierungsreferendar nach Potsdam. Das Assessorexamen bestand er 1889 und war danach zwei Jahre im Polizeipräsidium in Berlin als Regierungsassessor beschäftigt. Die weiteren Stationen seines beruflichen Lebens waren:
- 1892–1895 Landrat Landkreis Tuchel
- 1895–1901 Landrat Kreis Marienburg (Westpreußen)
- 1899–1908 Polizeipräsident Rixdorf
- 1908–1914 Landesdirektor Waldeck-Pyrmont
- 1914–1919 Polizeipräsident Cöln
- 1915–1918 Polizeipräsident Warschau.

Ernst Reinhold Gerhard von Glasenapp wurde am 1. September 1919 in den Ruhestand versetzt.

## Auszeichnungen
Er war seit 1894 Ehrenritter des Johanniterordens.